# Aerides
Aerides (Aerides) – rodzaj roślin z rodziny storczykowatych (Orchidaceae). Obejmuje około 30 gatunków występujących w tropikalnej i wschodniej Azji. Wiele gatunków jest uprawianych jako rośliny ozdobne. Są to epifity o monopodialnym typie wzrostu. Z pędów wyrastają często korzenie powietrzne. Kwiaty są zwykle niewielkie, ale trwałe i pachnące, zebrane w gęste grona.

## Systematyka

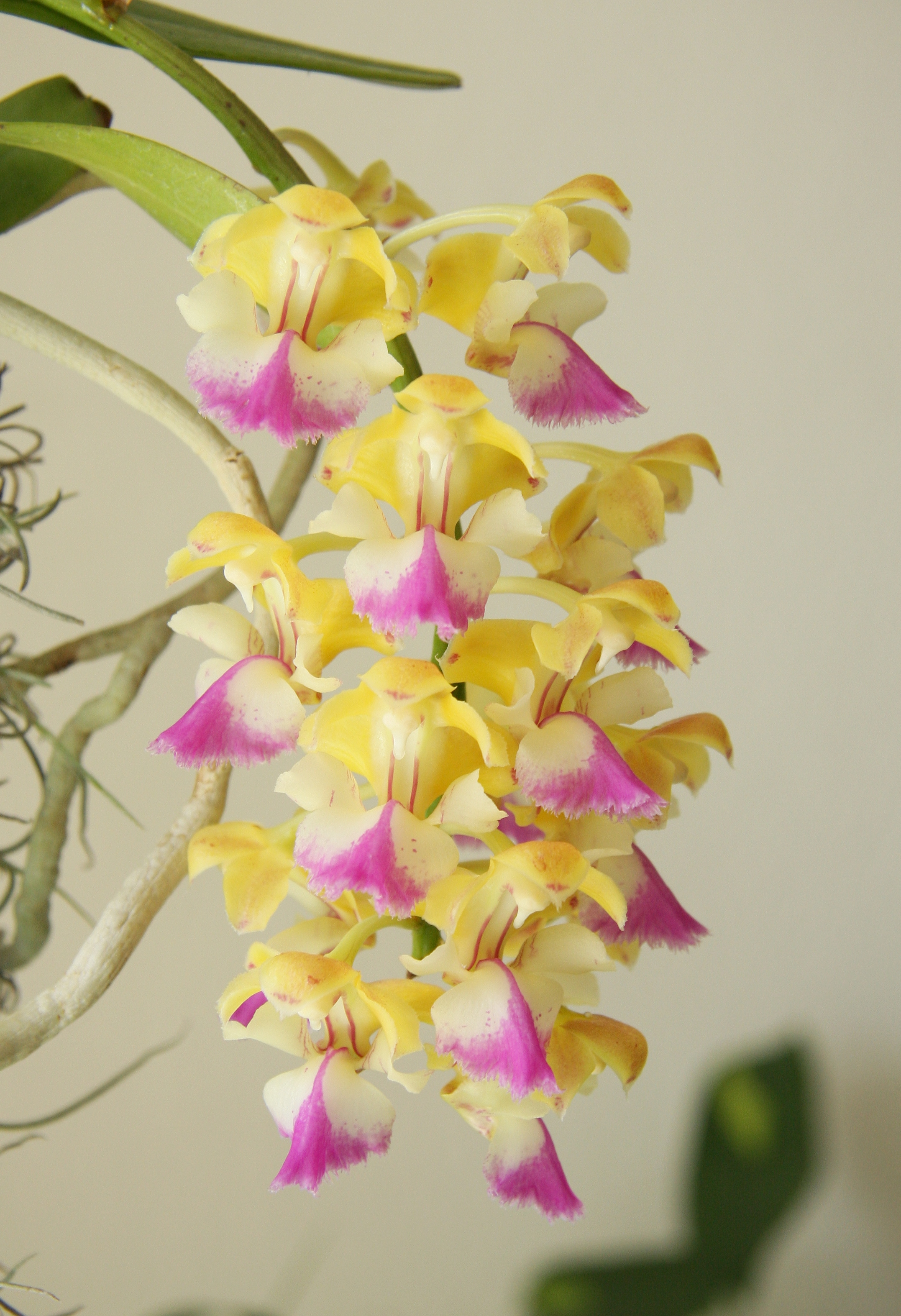
Kwiatostan Aerides houlletiana

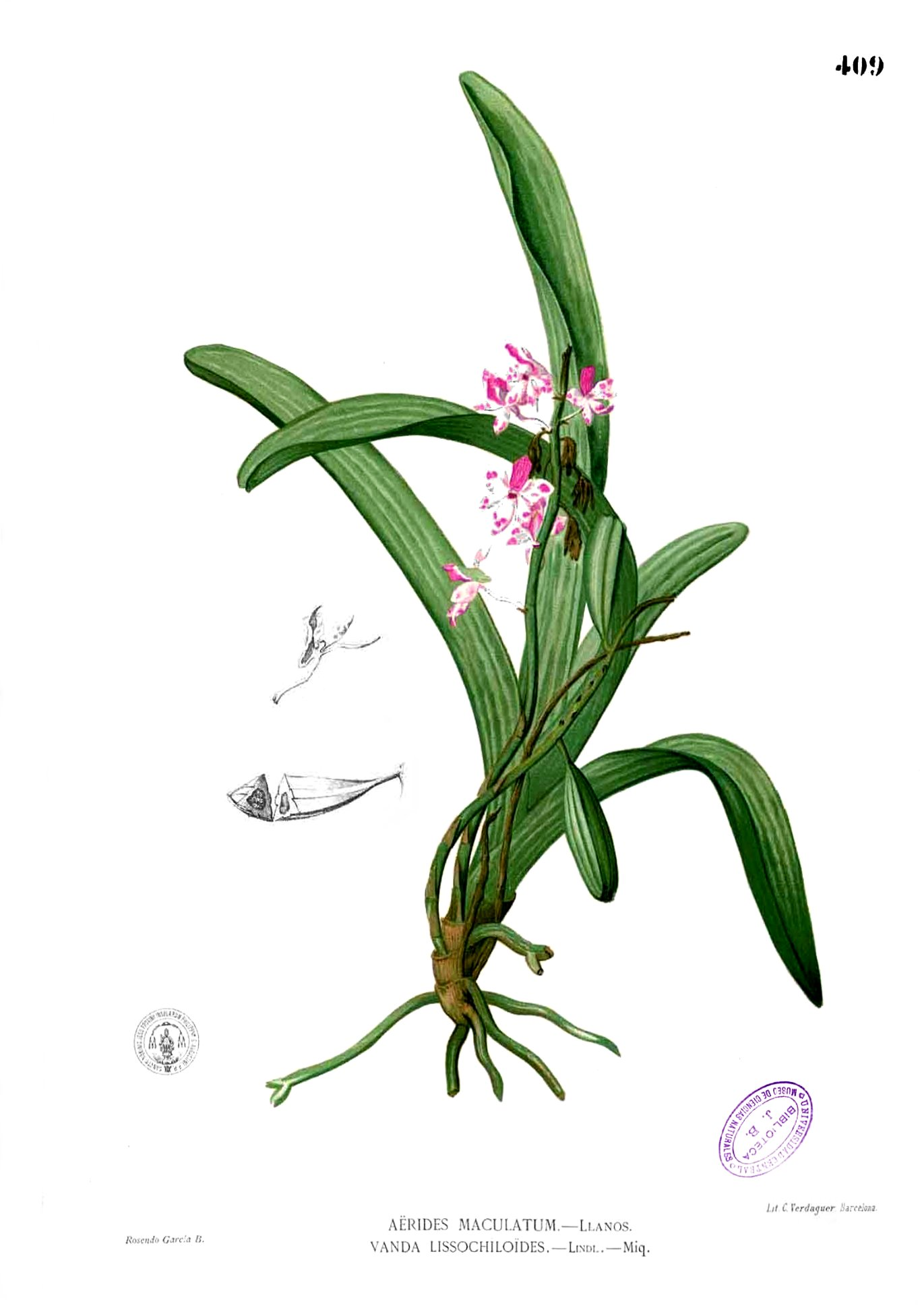
Pokrój Aerides quinquevulnera

Pozycja według APweb (aktualizowany system APG IV z 2016)
Rodzaj sklasyfikowany do podplemienia Aeridinae w plemieniu Vandeae, podrodzina epidendronowe (‘’ Epidendroideae’’), rodzina storczykowate (Orchidaceae), rząd szparagowce (Asparagales) w obrębie roślin jednoliściennych.
Wykaz gatunków
- Aerides agasthiyamalaiana Karupp. & P.S.S.Rich.
- Aerides augustiana Rolfe
- Aerides cootesii Cabactulan, M.Leon & R.B.Pimentel
- Aerides crassifolia C.S.P.Parish ex Burb.
- Aerides crispa Lindl.
- Aerides emericii Rchb.f.
- Aerides falcata Lindl. & Paxton
- Aerides houlletiana Rchb.f.
- Aerides huttonii (Hook.f.) J.H.Veitch
- Aerides inflexa Teijsm. & Binn.
- Aerides krabiensis Seidenf.
- Aerides lawrenceae Rchb.f.
- Aerides leeana Rchb.f.
- Aerides maculosa Lindl.
- Aerides magnifica Cootes & W.Suarez
- Aerides mcmorlandii B.S.Williams
- Aerides migueldavidii Cootes, Cabactulan & Naive
- Aerides multiflora Roxb.
- Aerides odorata Lour.
- Aerides orthocentra Hand.-Mazz.
- Aerides phongthuyii Aver. & V.C.Nguyen
- Aerides quinquevulnera Lindl.
- Aerides ringens (Lindl.) C.E.C.Fisch.
- Aerides roebelenii Rchb.f.
- Aerides rosea Lodd. ex Lindl. & Paxton
- Aerides rubescens (Rolfe) Schltr.
- Aerides savageana A.H.Kent
- Aerides sukauensis Shim
- Aerides thibautiana Rchb.f.
- Aerides timorana Miq.
- Aerides turma M.Leon, Cootes, Cabactulan & R.B.Pimentel

Mieszaniec
- Aerides × formosa Gower
- Aerides × jansonii Rolfe